# Stazione di Reggio di Calabria Centrale
Stazione di Reggio di Calabria Centrale vasútállomás Olaszországban, Reggio Calabria településen.

## Vasútvonalak
Az állomást az alábbi vasútvonalak érintik:
- Battipaglia–Reggio di Calabria-vasútvonal
- Jonica-vasútvonal

## Kapcsolódó állomások
A vasútállomáshoz az alábbi állomások vannak a legközelebb:
- Stazione di Reggio di Calabria Lido
- Stazione di Reggio di Calabria OMECA